# ボートレースチケットショップ旭川
ボートレースチケットショップ旭川（ボートレースチケットショップあさひかわ）は、北海道旭川市にあるボートレースの場外発売場。

## 概要
2015年9月19日に開業。2012年頃からパチンコ店「マルハン旭川店」跡地でのボートレースの場外発売場の設置が計画され、当初は「ミニボートピア旭川」の仮称が用いられていた。北海道での場外発売場の開設はボートピア釧路（閉鎖）以来16年ぶりとなった。
ボートレース戸田を中心に当初は年間360日・最大で6場72レースを発売。その後2018年6月に2場リレーを加え、最大8場96レース発売に拡大された。

## 施設
建物は鉄骨平屋建て・延床面積1,367.5平米。
- 座席数：63席（一般席48席 有料席15席[1]・入場料1000円フリードリンク付）
- 投票所：自動発払機一般席3窓・有料席2窓[1]
- コミュニティスペース - 地域行事などに使用可[1]。
- 投票ホール・立ち見スペース
- 休憩コーナー
- 喫煙室

## アクセス
- 道北バス「新星町入口」停留所から徒歩5分。
- 道央自動車道旭川鷹栖インターチェンジから車で16分。
- JR南永山駅から徒歩20分、新旭川駅から徒歩25分。